# The Hitler Gang
The Hitler Gang é um filme estadunidense de 1944, do gênero drama, dirigido por John Farrow e estrelado por Bobby Watson e Roman Bohnen. A escalação do comediante Watson poderia levar o filme a cair no burlesco puro e simples, porém sua caracterização de Hitler foi sinistramente real e a produção acabou por ter grande impacto nas plateias da época.
Vários atores eram alemães que encontraram refúgio em Hollywood e ficaram felizes em ajudar a revelar a verdadeira face daqueles que estavam levando seu país ao aniquilamento, apesar da realidade ter-se revelado ainda mais sombria que a ficção.

## Sinopse
Em tom de filme de gângster, mostra-se a escalada de Hitler, de obscuro soldado, na Primeira Guerra Mundial, a ditador da Alemanha, na década de 1930. 

## Elenco
| Ator/Atriz        | Personagem                         |
| ----------------- | ---------------------------------- |
| Bobby Watson      | Adolf Hitler                       |
| Roman Bohnen      | Capitão Ernst Röhm                 |
| Martin Kosleck    | Joseph Goebbels                    |
| Victor Varconi    | Rudolf Hess                        |
| Luis Van Rooten   | Heinrich Himmler                   |
| Alex Pope         | Hermann Göring                     |
| Ivan Triesault    | Pastor Martin Niemöller            |
| Poldi Dur         | Geli Raubal, sobrinha de Hitler    |
| Helen Thimig      | Angela Raubal, meia-irmã de Hitler |
| Reinhold Schünzel | General Erich Ludendorff           |
| Sig Ruman         | General Paul von Hindenburg        |